# Kenrickodes titanica
Kenrickodes titanica is een vlinder uit de familie uilen (Noctuidae). De wetenschappelijke naam van deze soort is voor het eerst geldig gepubliceerd in 1910 door Hampson.
De soort komt voor in tropisch Afrika.